# Irizar i8
Irizar i8 – wysokopokładowy autokar turystyczny produkowany od 2016 roku przez hiszpańskiego producenta Irizar. Jako jeden z nielicznych modeli autokarów jest zabudowywany integralnie lub na podwoziach dostarczanych przez zewnętrznych producentów. Jest to najbardziej luksusowy model autokaru w ofercie producenta. Został nagrodzony tytułem Coach of the Year 2018.

## Geneza i premiera

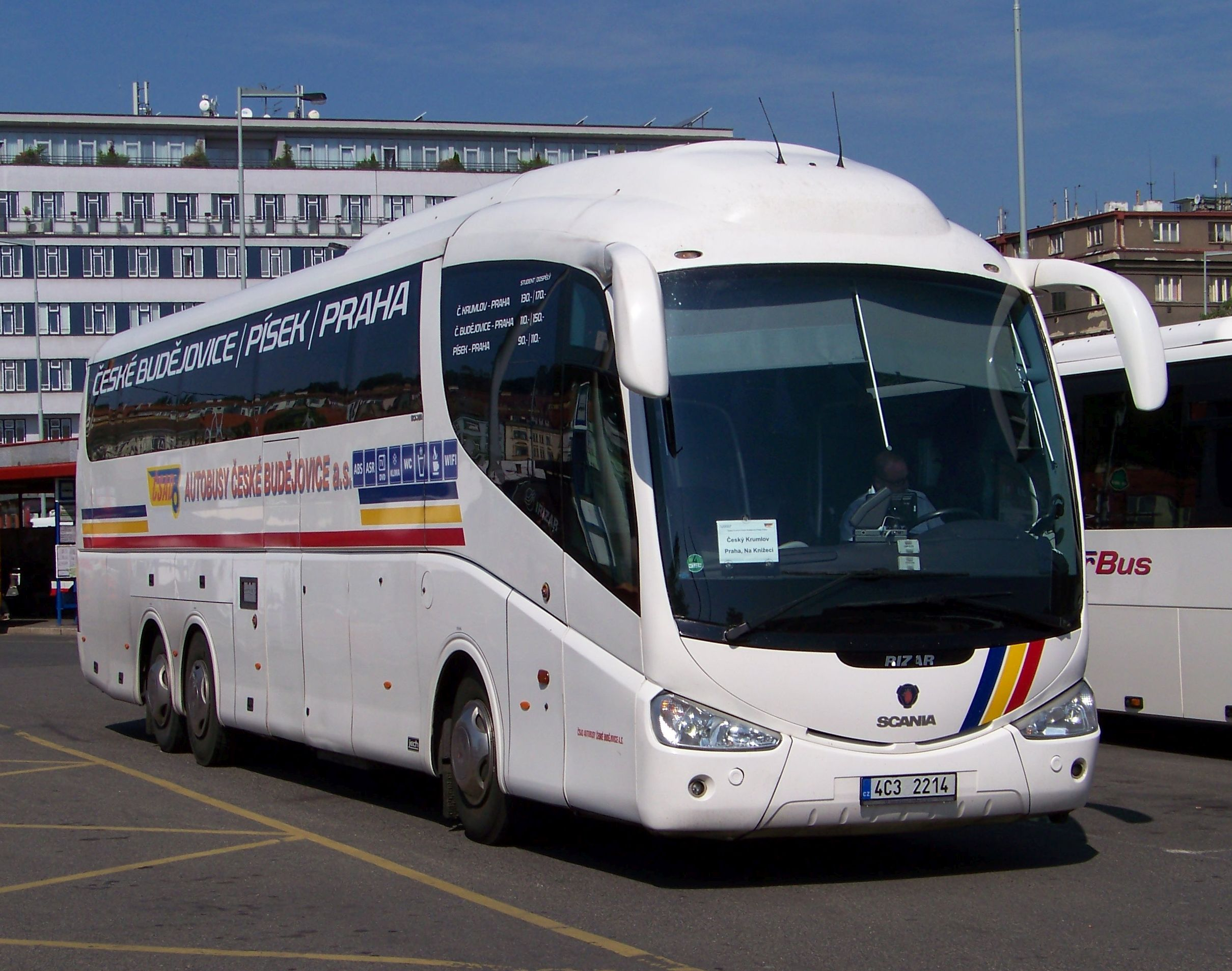
Irizar PB – poprzednik modelu i8

W 2001 roku Irizar zaprezentował model wysokopokładowego autokaru Irizar PB. Pojazd ten stał się popularnym modelem autokaru w Europie, a jego głównymi zaletami były niskie zużycie paliwa (głównie z powodu niskiego współczynnika oporów aerodynamicznych), wysoki komfort oraz niezawodność. Zgodnie z ówczesną polityką producenta był on produkowany wyłącznie na podwoziach zewnętrznych producentów, głównie firm Scania, Iveco, Volvo, Mercedes-Benz oraz MAN. Irizar PB zdobył m.in. tytuł Autokar Roku 2004. W 2010 roku zaprezentowano model Irizar i6, który miał być nieco uboższym modelem w stosunku do PB, lecz w niższej cenie. Był to pierwszy autokar w historii marki Irizar, który był dostępny w dwóch opcjach konstrukcji – integralnej oraz bazującej na podwoziach zewnętrznych producentów. W 2015 roku podczas targów Busworld w belgijskim Kortrijk został zaprezentowany następca modelu PB, który został nazwany i8, zgodnie z nową polityką nadawania nazw autobusom przez Irizar. Został on stworzony głównie z myślą o segmencie przewozów okazjonalnych tzw. klasy premium, ale także o dalekobieżnych liniowych przewozach autokarowych.

## Konstrukcja
|                     | 12,4 m          | 13,22 m         | 14,07 m         | 14,98 m         |
| ------------------- | --------------- | --------------- | --------------- | --------------- |
| Długość             | 12 400 mm       | 13 220 mm       | 14 070 mm       | 14 980 mm       |
| Szerokość           | 2500 mm         | 2500 mm         | 2500 mm         | 2500 mm         |
| Wysokość            | 3980 mm         | 3980 mm         | 3980 mm         | 3980 mm         |
| Zwis przedni/tylny  | 2690 mm 3455 mm | 2690 mm 2895 mm | 2690 mm 3545 mm | 2690 mm 3545 mm |
| Rozstaw osi A-B     | 6265 mm         | 6135 mm         | 6335 mm         | 7245 mm         |
| Rozstaw osi B-C     | -               | 1500 mm         | 1500 mm         | 1500 mm         |
| Szerokość wejść     | 900 mm          | 900 mm          | 900 mm          | 900 mm          |
| Wysokość korytarza  | 2010 mm         | 2010 mm         | 2010 mm         | 2010 mm         |
| Średnica zawracania | 23 446 mm       | 23 252 mm       | 23 330 mm       | 24 902 mm       |
| Pojemność bagażnika | 12,6 m³         | 13,2 m³         | 13,5 m³         | 14,5 m³         |
| Liczba miejsc       | 51+1+1          | 55+1+1          | 59+1+1          | 67+1+1          |

### Podwozie
Irizar i8 jest dostępny zarówno w wersji integralnej, tj. zbudowanej na podwoziu Irizar, jak i na podwoziach zewnętrznych producentów. W Polsce model ten jest zabudowywany głównie na podwoziach marki Scania. Irizar i8 w wersjach o długości 13,22, 14,08 oraz 14,98 m jest dostępny jako pojazd trzyosiowy, natomiast najkrótsza wersja o długości 12,4 m jest dwuosiowa. W 2017 roku modele integralne Irizar stanowiły ok. 1/3 produkcji autokarów w europejskiej fabryce producenta. Zgodnie z jego planami ta liczba ma wzrosnąć. 
W modelach integralnych stosowane są osie napędowe ZF. Oś typu RL82EC jest stosowana jako oś przednia oraz jako tylna oś skrętna. Jako oś napędową stosowana jest oś typu A132. Wszystkie osie wyposażone są w hamulce tarczowe oraz systemy wspomagania hamowania, takie jak ABS, ASR, ESC oraz BFD. Autokary wyposażone są w elektronicznie sterowane zawieszenie pneumatyczne (ECAS). Modele zabudowywane na podwoziach innych producentów mają podwozia o parametrach konkretnego producenta podwozia.

### Jednostka napędowa
W przypadku modeli integralnych opartych na podwoziu Irizar dostępne są trzy jednostki napędowe DAF spełniające normę emisji spalin Euro 6. Napęd przenosi jedna z dwóch dostępnych skrzyń biegów ZF. 
|                             | DAF MX11 320         | DAF MX13 340         | DAF MX13 375         |
| --------------------------- | -------------------- | -------------------- | -------------------- |
| Liczba cylindrów            | 6 (rzędowy)          | 6 (rzędowy)          | 6 (rzędowy)          |
| Zawory                      | 4 zawory na cylinder | 4 zawory na cylinder | 4 zawory na cylinder |
| Pojemność silnika           | 10,8 l               | 12,9 l               | 12,9 l               |
| Moc maksymalna              | 320 kW (435 KM)      | 340 kW (462 KM)      | 375 kW (510 KM)      |
| Zakres prędkości obrotowych | 1 450–1700 obr./min  | 1 450–1700 obr./min  | 1 450–1700 obr./min  |
| Maksymalny moment obrotowy  | 2100 Nm              | 2300 Nm              | 2500 Nm              |
| Norma emisji spalin         | Euro 6               | Euro 6               | Euro 6 OBD-C         |

|                                           | ZF Ecolife                                                           | ZF AS Tronic                                                         |
| ----------------------------------------- | -------------------------------------------------------------------- | -------------------------------------------------------------------- |
| Liczba przełożeń                          | 12                                                                   | 12                                                                   |
| Typ skrzyni biegów                        | Automatyczna przekładnia hydrokinetyczna                             | Zautomatyzowana manualna skrzynia biegów                             |
| Możliwość przenoszenia momentu obrotowego | do 2300 Nm                                                           | do 2700 Nm                                                           |
| Hamulec skrzyni biegów                    | Wbudowany retarder ZF Power z trzystopniową regulacją siły hamowania | Wbudowany intarder ZF Power z trzystopniową regulacją siły hamowania |

### Nadwozie
Autokary Irizar i8 wyróżniają się nowoczesnym designem nawiązującym stylistycznie do pozostałych autokarów tej marki. Podczas projektowania modelu i8 postawiono przede wszystkim na dobrą aerodynamikę pojazdu. Wskaźnik oporu aerodynamicznego w przypadku i8 wynosi Cx = 0,32, co jest dobrym wynikiem, zwłaszcza jak na pojazd o wysokości 3,98 m (3,8 m bez klimatyzacji) dorównującej konstrukcjom dwupokładowym. Nietypowym rozwiązaniem jest umieszczenie agregatu klimatyzacji z przodu pojazdu, dzięki czemu poprawiona jest wentylacja we wnętrzu autokaru, a jednocześnie zmieniony jest rozkład nacisków na oś. Na przedniej ścianie umieszczono charakterystyczne dla autokarów Irizar przetłoczenie w kształcie litery V, dodatkowo podkreślone chromowaną listwą. Dobrą widoczność kierowcy zapewnia duża przednia szyba, dodatkowo mocno pochylona w celu zminimalizowania oporów powietrza. Z boku charakterystyczny jest szeroki słupek C, malowany dla wyróżnienia na kolor nadwozia. Zapewnia on bezpieczeństwo, usztywniając konstrukcję autobusu. W stosunku do poprzednika sztywność nadwozia zwiększono o 20%, dzięki czemu spełniona jest norma ECE.R-66.02. Powiększone w stosunku do modelu PB szyby boczne poprawiają doświetlenie wnętrza, a także nadają lekkości wysokiej konstrukcji pojazdu. Tylna ściana autokaru nawiązuje do designu przedniej, głównie za sprawą wlotu powietrza w kształcie litery V oraz chromowanej listwy pod tylną szybą. Oświetlenie całego autokaru wykonano w technologii LED. 
Wysoka konstrukcja autokaru Irizar i8 zapewnia pojemną przestrzeń bagażową. W przypadku wersji o długości 12,4 m, przestrzeń bagażowa ma maksymalnie 12,6 m³, natomiast w przypadku najdłuższej wersji, wartość ta wynosi 14,5 m³, przy czym zamontowanie WC zmniejsza przestrzeń bagażową o 1 m³, a kabiny sypialnej dla kierowcy o 1,8 m³. 

### Wnętrze

#### Przestrzeń pasażerska
W procesie projektowania wnętrza autokaru przede wszystkim skupiono się na dobrym samopoczuciu pasażerów oraz wygodzie podróży. W stosunku do modelu PB powiększono okna zapewniając lepszą widoczność oraz lepsze oświetlenie wnętrza. Zastosowano komfortowe fotele spełniające normy bezpieczeństwa ECE-R80, ECE R-16 i ECE R-14. Wyposażono je w dwu- lub trzypunktowe pasy bezpieczeństwa. Przy każdym fotelu znajduje się indywidualny nawiew, oświetlenie oraz gniazda USB (opcjonalnie 230 V). Przy każdym fotelu znajduje się podnóżek, podłokietniki oraz rozkładany stolik. Fotele są rozsuwane i z regulowanym oparciem. Pod sufitem zlokalizowano półki na bagaż podręczny. W wykończeniu materiałowym postawiono na ciepłe i jasne kolory oraz materiały przyjemne w dotyku. Wysokość wnętrza w przejściu wynosi 2,01 m. Na pokładzie znajdują się także monitory LCD o przekątnej 22 lub 19". We wnętrzu znajduje się także dostęp do Wi-Fi.
Za odpowiednią temperaturę odpowiadają klimatyzator o mocy 35,5 kW oraz grzejniki konwektorowe.
Siedzenia są w układzie 2+2 (opcjonalnie 2+1). W zależności od standardu oraz długości nadwozia w autokarze znajduje się do 67 miejsc siedzących. Na pokładzie znajduje się WC. Jako wyposażenie opcjonalne istnieje także możliwość zabudowy kuchni pokładowej oraz dodatkowego miejsca dla osoby niepełnosprawnej (wraz z dodatkowymi drzwiami i windą). 

#### Kokpit i miejsce pilota
Miejsce kierowcy zostało zaprojektowane z myślą o ergonomii i wygodzie pracy. Po prawej stronie zlokalizowano panel sterowania systemem audio-video, do którego dostęp ma zarówno kierowca, jak i pilot. Dobrą widoczność zapewnia duża przednia szyba, podgrzewane lusterka zewnętrzne oraz kamera cofania. Pneumatycznie zawieszony fotel kierowcy oraz kolumna i koło kierownicy – regulowane w trzech płaszczyznach – pozwalają znaleźć optymalną pozycję za kierownicą. W wyposażeniu autokaru znajduje się także nawigacja satelitarna. Nad bezpieczeństwem czuwają liczne systemy elektroniczne, m.in. detektor zmęczenia kierowcy. 

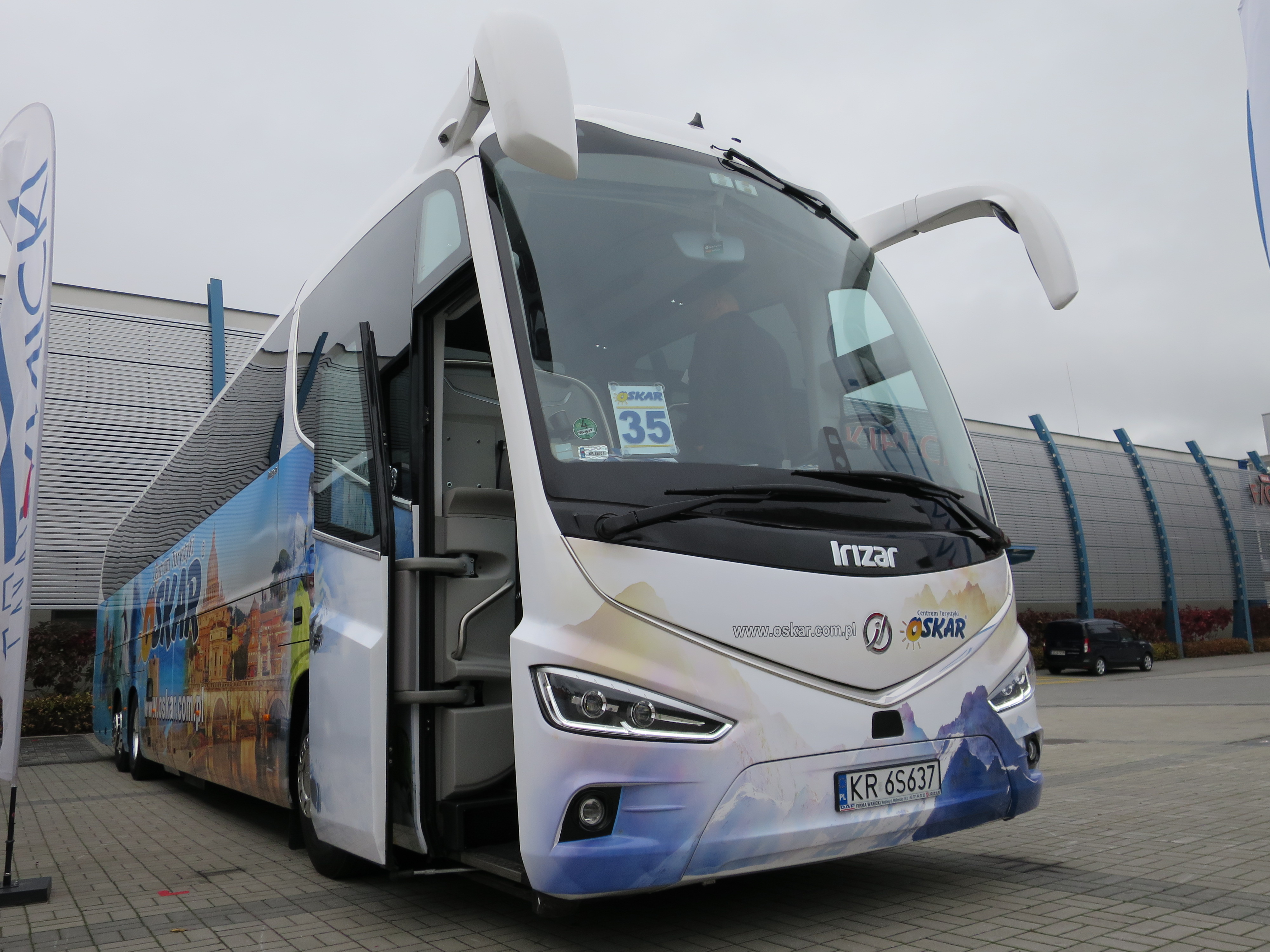
Przednia ściana integralnego i8
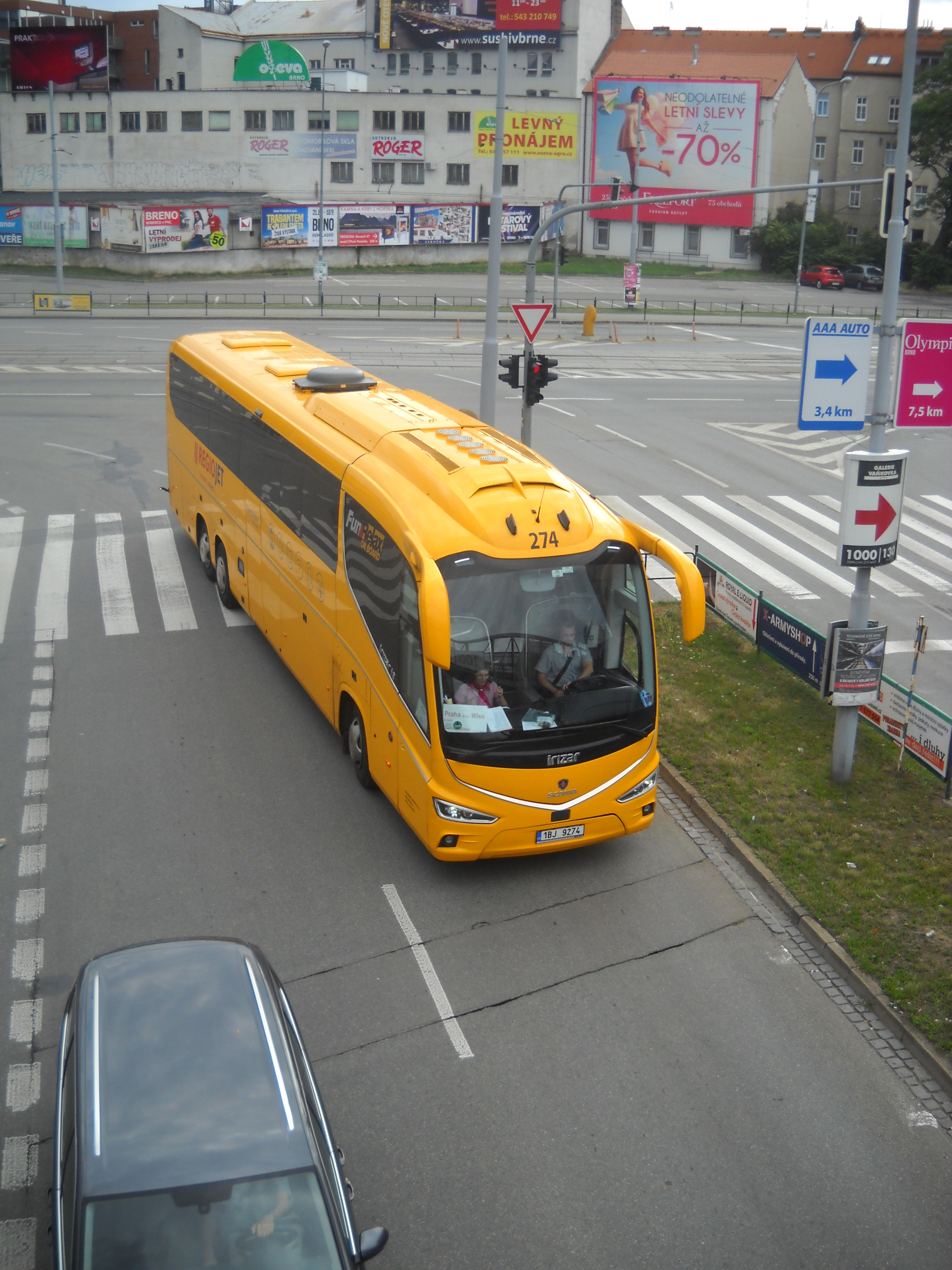
Widok z góry – widoczny agregat klimatyzatora z przodu pojazdu
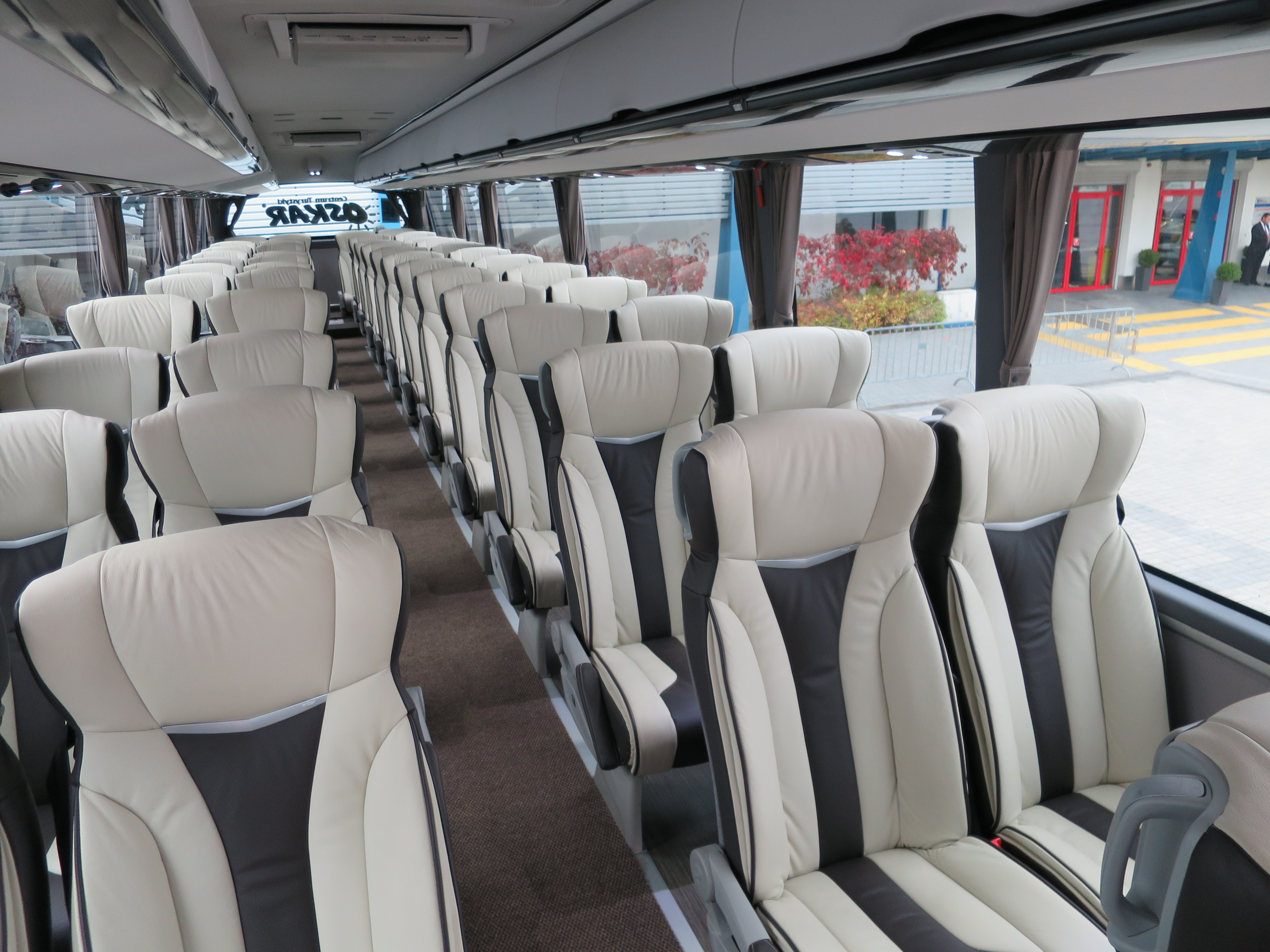
Przestrzeń pasażerska
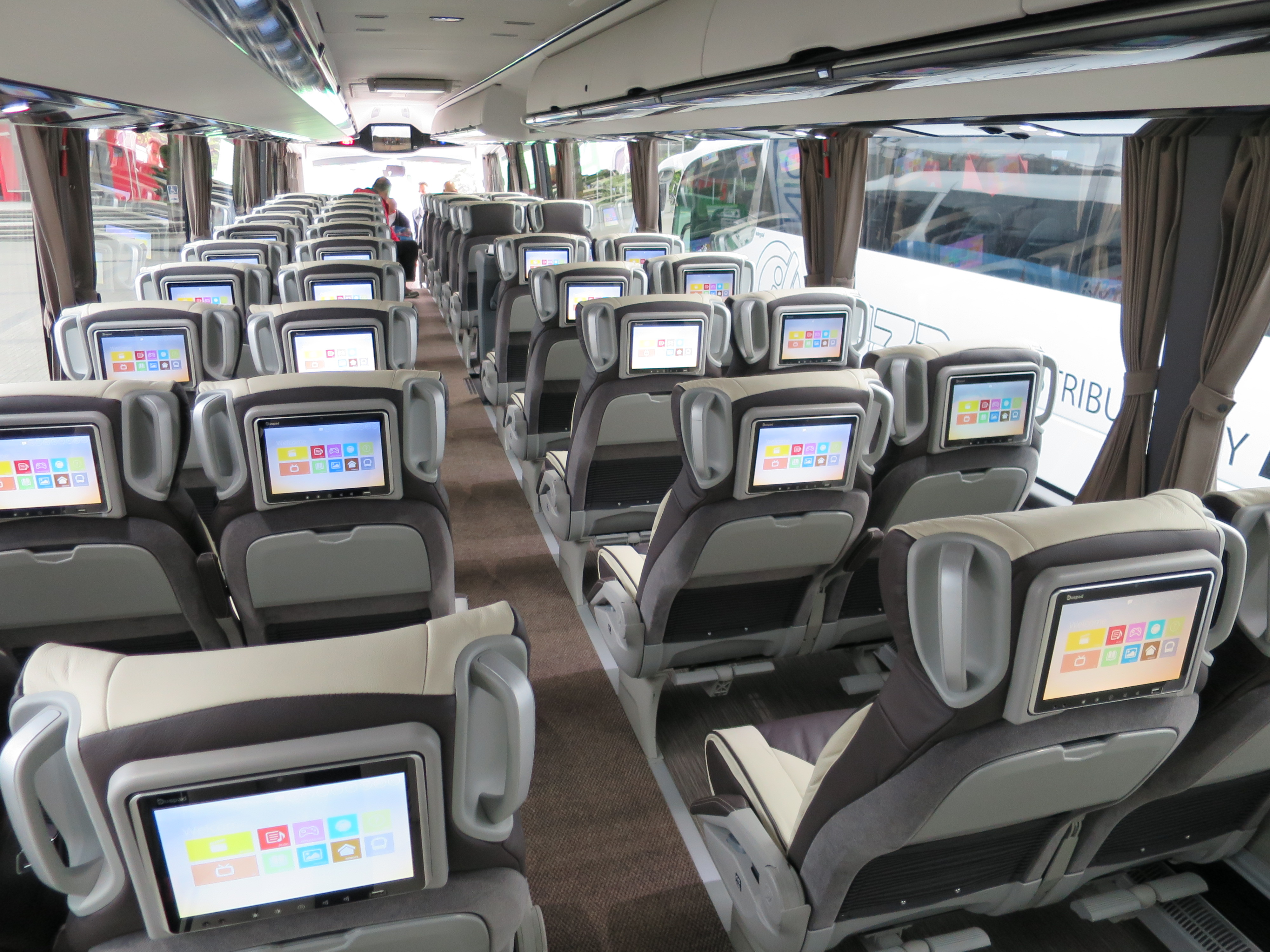
Przestrzeń pasażerska z widocznym systemem rozrywki pokładowej dostępnym jako wyposażenie opcjonalne
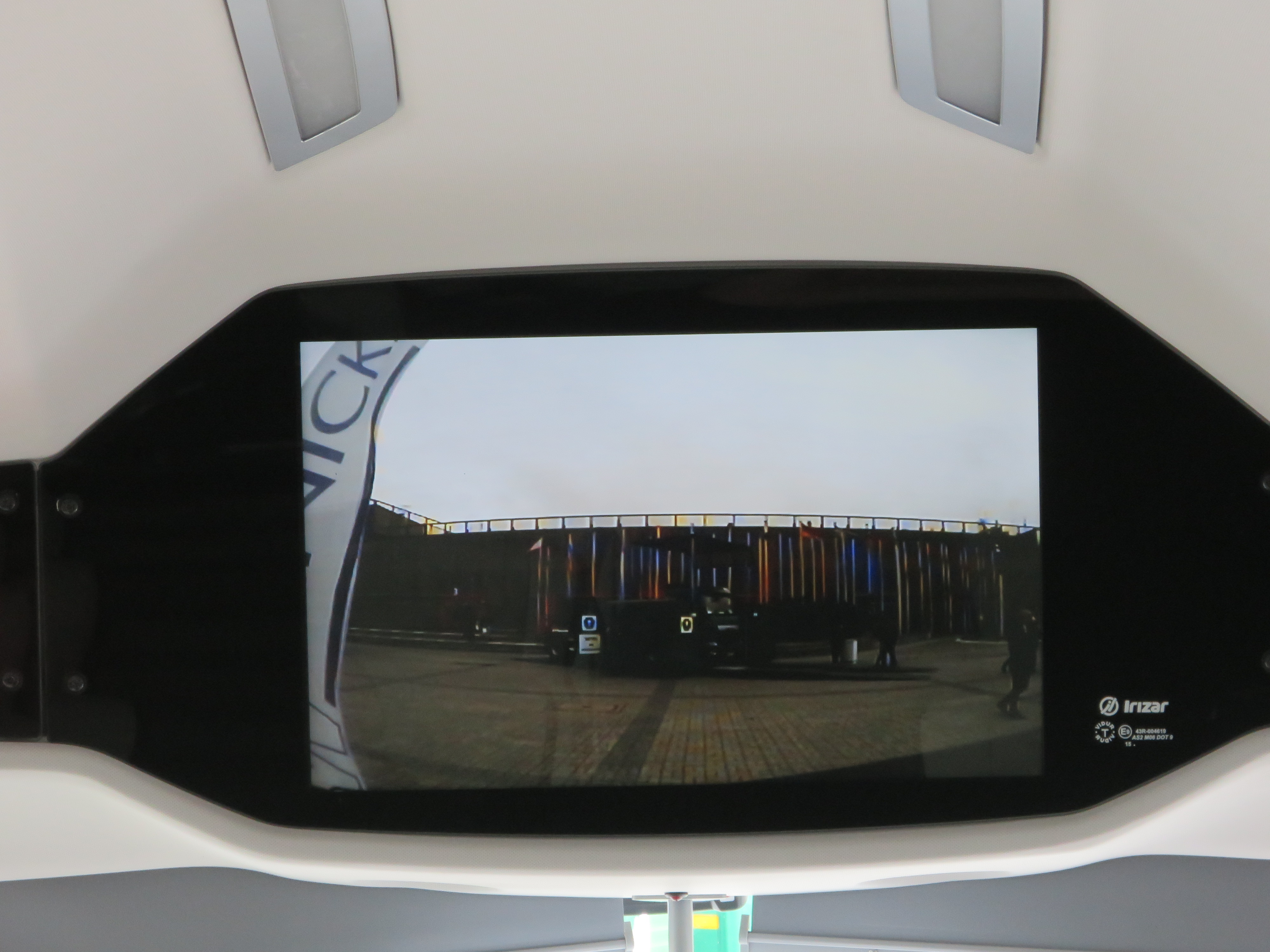
Przedni telewizor w autokarze
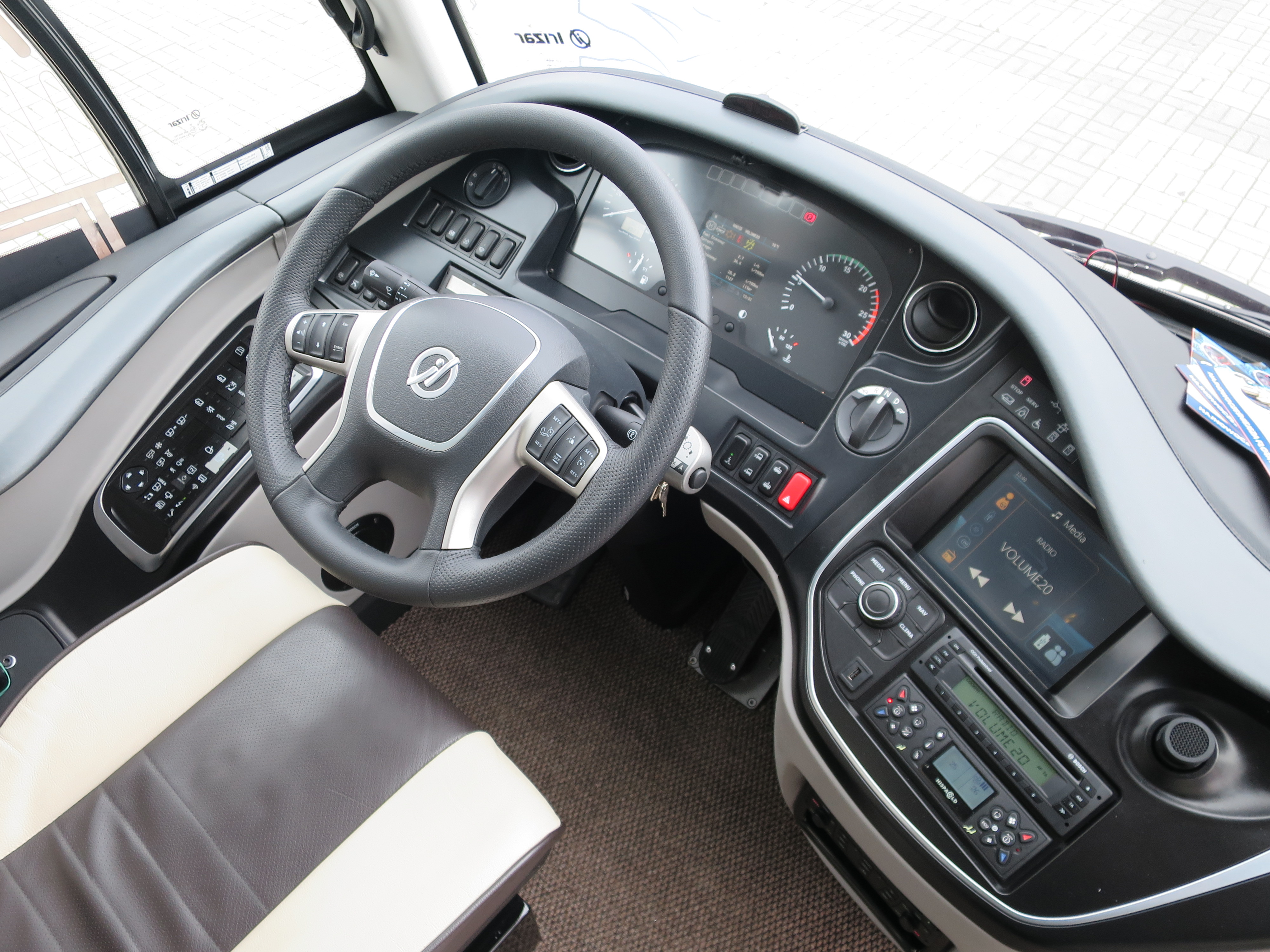
Kokpit kierowcy

## Eksploatacja
Autokary Irizar i8 zostały zaprojektowane w ten sposób, by zminimalizować potrzebę korzystania z serwisu. W pojazdach tych zastosowano system zdalnego diagnozowania przez SMS. Większość systemów autokaru przeszła testy wytrzymałości odpowiadające zużyciu po przejechaniu 1,5 mln km.
Koszt nowego autokaru Irizar i8 to około 350–400 tys. euro. Pomimo tego i8 jest popularnym modelem wśród przewoźników nastawionych na dalekobieżne przewozy autokarowe o wyższym standardzie. W Polsce autokary Irizar i8 są m.in. oficjalnymi autokarami klubów sportowych PGE Vive Kielce, Wisła Kraków oraz Lech Poznań. Dwa i8 znajdują się także we flocie biura podróży FunClub, które pod marką Sfera Platinium uruchamia luksusowe połączenia autokarowe między Poznaniem a Warszawą.

## Coach of the Year 2018
W 2017 roku Irizar poinformował, że model i8 w wersji integralnej będzie ubiegał się o tytuł Autokar Roku 2018. W związku z tym wziął udział w Coach Euro Test 2017. Był to Irizar i8 o długości 14 m z silnikiem Paccar MX-13 o mocy 375 kW (510 KM) z ZF AS-Tronic 12. W teście, który odbył się w Szwecji w okolicach Linköping wzięły udział także Iveco Evadys, VDL Futura FDD-2, Mercedes-Benz Tourismo, Neoplan Tourliner oraz Scania Interlink HD. Werdyktem sędziów z 22 krajów tytuł „Coach of the Year 2018” został przyznany modelowi Irizar i8. Uroczyste wręczenie nagrody odbyło się podczas targów Busworld w Kortrijk.